# Saman Bān
Saman Bān (persiska: سمن بان, Samanbān) är en ort i Iran.   Den ligger i provinsen Kermanshah, i den nordvästra delen av landet, 400 km väster om huvudstaden Teheran. Saman Bān ligger 1 638 meter över havet och antalet invånare är 279.
Terrängen runt Saman Bān är huvudsakligen lite kuperad. Saman Bān ligger nere i en dal som går i öst-västlig riktning.Runt Saman Bān är det ganska tätbefolkat, med 72 invånare per kvadratkilometer. Närmaste större samhälle är Mūchesh, 19,9 km nordväst om Saman Bān. Trakten runt Saman Bān består i huvudsak av gräsmarker.